# Usama Ueslati
Usama Ueslati –en árabe, أسامة وسلاتي– (nacido el 24 de marzo de 1996) es un deportista tunecino que compite en taekwondo.
Participó en los Juegos Olímpicos de Río de Janeiro 2016, obteniendo una medalla de bronce en la categoría de –80 kg. En los Juegos Panafricanos de 2015 consiguió una medalla de plata.
Ganó una medalla de oro en el Campeonato Africano de Taekwondo de 2012.

## Palmarés internacional
| Juegos Olímpicos    | Juegos Olímpicos                  | Juegos Olímpicos  | Juegos Olímpicos |
| Año                 | Lugar                             | Medalla           | Categoría        |
| ------------------- | --------------------------------- | ----------------- | ---------------- |
| 2016                | Río de Janeiro (Brasil)           | Medalla de bronce | –80 kg           |
| Juegos Panafricanos |                                   |                   |                  |
| Año                 | Lugar                             | Medalla           | Categoría        |
| 2015                | Brazzaville (República del Congo) | Medalla de plata  | –80 kg           |
| Campeonato Africano |                                   |                   |                  |
| Año                 | Lugar                             | Medalla           | Categoría        |
| 2012                | Antananarivo (Madagascar)         | Medalla de oro    | –80 kg           |